# 드라마티카 백과사전

로고.

드라마티카 백과사전(영어: Encyclopedia Dramatica, ED, æ)은 미디어위키 소프트웨어를 사용하는 위키를 구성하고 있는 풍자 웹사이트이다. 백괴사전과도 유사하나, 백괴사전이 선정적이거나 혐오스러운 내용에 대해서는 엄격히 제재하는 것과 달리 드라마티카 백과사전에서는 이러한 내용에 대해서도 전혀 제재하지 않는다. 2004년 12월 10일에 런칭하였으며, 특히 동시대 인터넷 문화와 관련된 백과사전적 주제와 소식을 패러디한다.

## 역사
드라마티카 백과사전은 2004년에 "Girlvinyl"라는 온라인 가명을 사용하는 Sherrod DeGrippo에 의해 설립되었다.

## 논란
드라마티카 백과사전의 슬로건은 '자유로운 백과사전'을 표방하지만 사실은 책임 없는 자유권을 가진 이용자가 문제되는 서술을 하는 경우가 있다. 욕설과 패드립은 기본이고, 심지어는 국가적으로, 국제적으로 발생한 큰 사건사고에 대해서도 가감없이 희화화하는 것으로, 이것은 고인에 대한 명예훼손의 소지가 되므로 논란이 되어왔다. 이 때문에 차단과 폐쇄를 반복해온 역사를 가지고 있다. 또한 잔인하고 혐오감이 들 수 있는 내용이나 사진에 대해서도 제재하지 않고 있다.

## 같이 보기
- 인터넷 밈
- 백괴사전
- 디시위키
- 4chan